# Voormalige pastorie van de Pieterskerk
De voormalige pastorie van de Pieterskerk is een rijksmonument aan de Wakkerendijk 226 in Eemnes in de provincie Utrecht.
De pastorie van de Nederlands Hervormde Pieterskerk werd in 1844 gebouwd. In 1958 kreeg het neoclassicistische herenhuis een woonfunctie. Ernaast werd toen een nieuwe pastorie gebouwd met als huisnummer 226A. 
De symmetrische voorgevel heeft boven de ingang een boog met een halfrond venster met daarboven een dakkapel die omlijst wordt door twee zuilen en een kroonlijst. Tegen de linker zijgevel is een serre aangebouwd. De vensters zijn voorzien van paneelluiken. Op iedere hoek van het schilddak staat een schoorsteen.